# 滋賀大学教育学部附属幼稚園

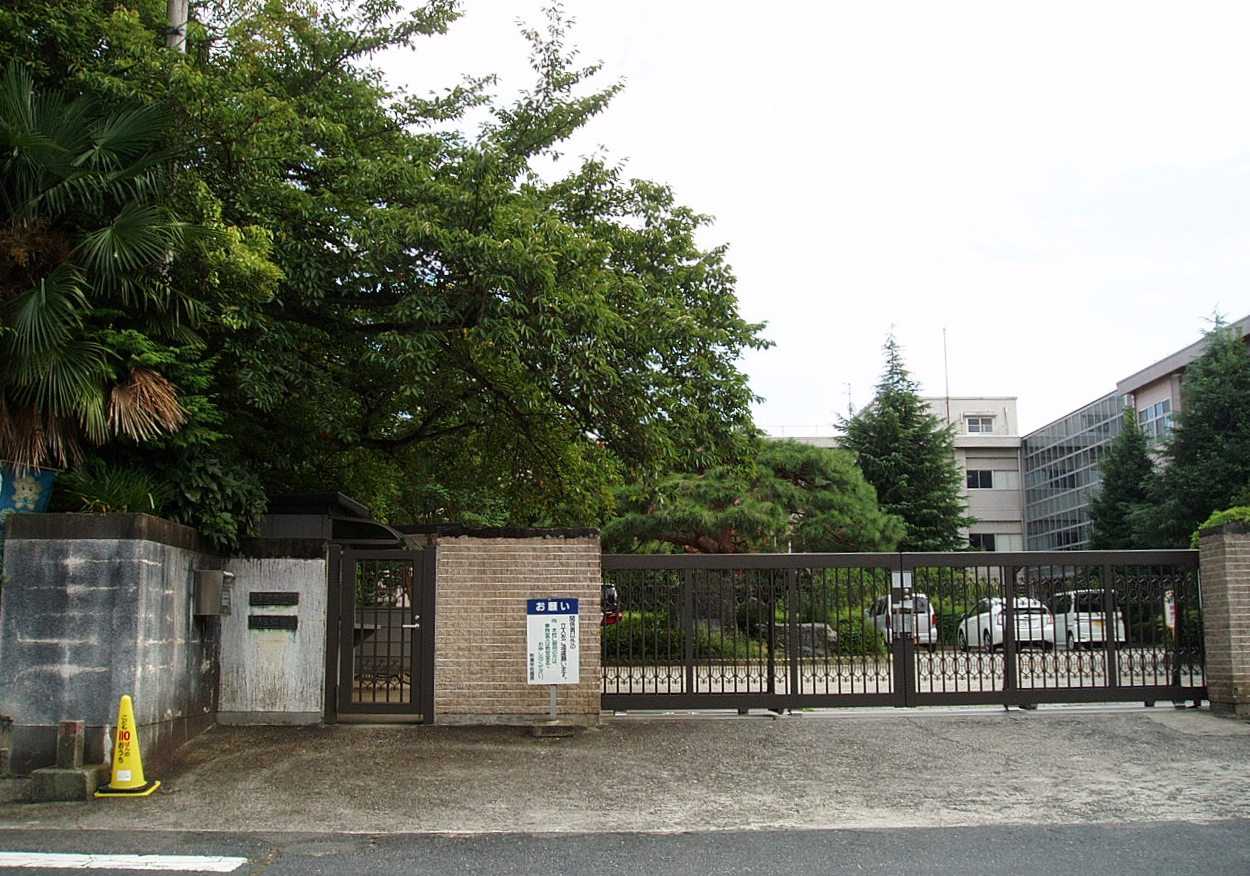
正門

滋賀大学教育学部附属幼稚園（しがだいがくきょういくがくぶふぞくようちえん）は、滋賀県大津市にある国立の幼稚園である。附属小学校・中学校が隣接している。

## 沿革
- 1951年（昭和26年）4月30日　私立東浦幼稚園設置
- 1951年（昭和26年）7月10日　滋賀大学学芸学部代用附属幼稚園となる
- 1955年（昭和30年）7月1日　滋賀大学学芸学部附属幼稚園設置
- 1965年（昭和40年）3月31日　大津市昭和町10番3号の新園舎に移転
- 1966年（昭和41年）4月1日　滋賀大学教育学部附属幼稚園と改称

## 所在地
- 滋賀県大津市昭和町10番3号